# الروحاء (الشغادرة)

تعديل مصدري - تعديل

الروحاء هي إحدى قرى عزلة قلعة حميد بمديرية الشغادرة التابعة لمحافظة حجة، بلغ تعداد سكانها 306 نسمة حسب تعداد اليمن لعام 2004.